# مع وقف التنفيذ (مسلسل)
مسلسل سوري اجتماعي تم عرضه في شهر رمضان عام 1443 هـ، سنة 2022 م، من إخراج سيف الدين سبيعي، وتأليف علي وجيه ويامن حجلي، ومن إنتاج إيبلا الدولية للإنتاج الفني.

## القصة
تدور أحداثها في حارة من حارات ضواحي مدينة دمشق التي تعرضت للدمار وهجرها أهلها في أحداث الحرب السورية، وتأثير الظروف المحيطة على الأبطال نفسيا ومهنيا.

## ابطال المسلسل
- عباس النوري
- غسان مسعود
- سلاف فواخرجي
- صفاء سلطان
- صباح الجزائري
- شكران مرتجى
- يامن حجلي
- حلا رجب
- زهير عبدالكريم
- فايز قزق
- جلال شموط
- محمد قنوع
- وائل زيدان
- ريام كفارنة
- سهير صالح
- فادي صبيح
- بشار إسماعيل
- نادين خوري
- يزن خليل
- مصطفى المصطفى
- محسن غازي
- مريم علي
- سارة بركة
- حسن دوبا
- رولان زكريا

## طاقم العمل
- علي وجيه. (مؤلف)
- يامن حجلي. (مؤلف)
- سيف الدين السبيعي. (مخرج)

## القنوات التي قامت بعرضه خلال شهر رمضان 1443هـ[2]
{

| اسم القناة              | الجنسية                  |
| ----------------------- | ------------------------ |
| قناة إيه آر تي حكايات 2 | مصر                      |
| قناة بي إن دراما        | قطر                      |
| قناة زي ألوان           | الإمارات العربية المتحدة |
| قناة روتانا دراما       | السعودية                 |
| قناة ال تي في           | سوريا                    |
| قناة إم بي سي دراما     | الإمارات العربية المتحدة |
| قناة سورية دراما        | سوريا                    |
| قناة إم بي سي العراق    | العراق                   |
| قناة إل بي سي           | لبنان                    |